# Граф Кингстон

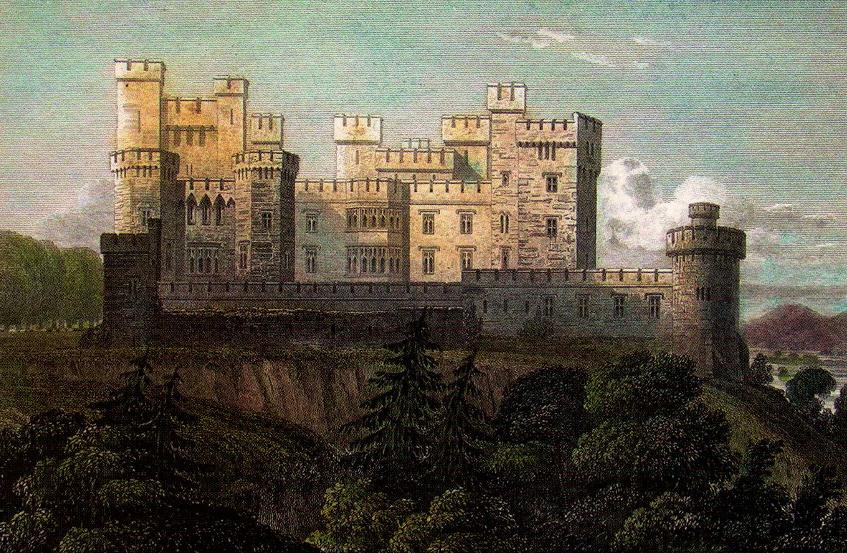
Замок Митчелстаун в графстве Корк, бывшая резиденция графов Кингстон

Граф Кингстон (англ. Earl of Kingston) — наследственный титул в системе Пэрства Ирландии. Он был создан 25 августа 1768 года для Эдуарда Кинга, 1-го виконта Кингстона (1726—1797). Дополнительные титулы: барон Кингстон из Рокингема в графстве Роскоммон (1764) и виконт Кингстон из Кингсборо в графстве Слайго (1766), барон Эррис из Бойла в графстве Роскоммон (1801) и виконт Лортон из Бойла в графстве Роскоммон (1806). Все титулы являлись пэрством Ирландии. Также граф Кингстон носил титул баронета в Баронетстве Ирландии (с 1682). В 1821—1869 годах графы Кингстон носили титул барона Кингстона из Митчелстауна в графстве Корк (создан в 1821), пэрство Соединённого королевства.

## История рода до 1755 года
Семья происходит от Роберта Кинга, младшего брата Джона Кинга, 1-го барона Кингстона (ум. 1676). В 1682 году Роберт Кинг (ум. 1707) получил титул баронета из Аббатства Бойл в графстве Роскоммон. Впоследствии он представлял графство Роскоммон и Бойль в Ирландской палате общин. Ему наследовал его сын, Джон Кинг, 2-й баронет (ум. 1720). После смерти бездетного Джона его преемником стал его младший брат Генрих Кинг, 3-й баронет (ум. 1740), который, как его отец и старший брат, представлял графство Роскоммон и Бойль в Ирландском парламенте. Ему наследовал его старший сын, Роберт Кинг, 4-й баронет (1724—1755), который заседал в парламенте от Бойля. В 1748 году для 24-летнего Роберта Кинга был создан титул барона Кингсборо (пэрство Ирландии). После его смерти титул барона Кингсборо прервался.

## История семьи в 1755—1869 годах
В 1755 году после смерти неженатого Роберта Кинга титул баронета унаследовал его младший брат, Эдвард Кинг, 5-й баронет (1726—1797), который представлял Бойль и графство Слайго в Ирландском парламенте. В 1764 году Эдвард получил титул барона Кингстона из Рокингема в графстве Роскоммон (пэрство Ирландии). В 1766 году он получил титулы виконта Кингстона из Кингсборо в графстве Слайго, а в 1768 году для него был создан титул графа Кингстона (пэрство Ирландии). Его преемником стал его сын Роберт Кинг, 2-й граф Кингстон (1754—1799), который представлял графство Корк в Ирландском парламенте. Он женился на своей родственнице Кэролайн Фицджеральд (ум. 1823), дочери Ричарда Фицджеральда и Маргарет Кинг, дочери Джеймса Кинга, 4-го барона Кинга. Граф и графиня наняли в качестве гувернантки для воспитания дочерей писательницу и феминистку Мэри Уолстонкрафт. Впечатления от работы в семье Кингсборо вошли в единственную детскую книгу Уолстонкрафт «Оригинальные рассказы из действительности» (1788). Одна из их дочерей, Маргарет Кинг (1773—1835), жена Стивена Мура, 3-го графа Маунт Кашель, совершила путешествие на континент в сопровождении своей подруги Кэтрин Уилмот (1773—1824), чьи дневники в 1920 году были опубликованы под названием «Ирландский пэр на континенте, 1801—1803)».
В 1799 году графский титул перешел к старшему сыну второго графа, Джорджу Кингу, 3-му графу Кингстону (1771—1839). Он представлял графство Роскоммон в Ирландской палате общин и позднее заседал в Британской палате лордов в качестве одного из избранных ирландских пэров-представителей. В 1821 году для него был создан титул барона Кингстона из Митчелстауна в графстве Корк (пэрство Соединённого королевства), который давал ему и его потомкам автоматическое место в Палате лордов. Его старший сын, Эдвард Кинг, виконт Кингсборо (1795—1837), был антикваром, а также представлял графство Корк в Палате общин Великобритании. Лорд Кингсборо не был женат и скончался ранее своего отца. Графский титул унаследовал его младший брат, Роберт Кинг, 4-й граф Кингстон (1796—1867). Роберт Кинг заседал в Палате общин от графства Корк, но позднее был объявлен душевнобольным. Он скончался неженатым, а его преемником стал его младший брат, Джеймс Кинг, 5-й граф Кингстон (1800—1869), который скончался бездетным. После его смерти в 1869 году титул барона Кингстона, созданный в 1821 году, угас.

## История семьи, 1869 — настоящее время
В 1869 году графский титул унаследовал его двоюродный брат Роберт Кинг, 2-й виконт Лортон (1804—1869), который стал 6-м графом Кингстоном. Роберт был сыном генерала Роберта Кинга (1773—1854), четвертого сына 2-го графа Кингстона, который в 1806 году получил титул виконта Лортона (пэрство Ирландии). Роберт Кинг, 6-й граф Кингстон, ранее представлял графство Роскоммон в Палате общин Великобритании. Он скончался в октябре 1869 года, всего через месяц после вступления в титул графа. Его преемником стал его старший сын, Роберт Кинг, 7-й граф Кингстон (1831—1871), который скончался в возрасте 40 лет через два года, не оставив мужского потомства. Ему наследовал его младший брат, Генри Кинг, 8-й граф Кингстон (1848—1896), который занимал должность лорда-лейтенанта графства Роскоммон (1888—1896) и заседал в Палате лордов в качестве одного из ирландских пэров-представителей (1887—1896). Генри женился на Фрэнсис Маргарет Кристине Кинг-Тенисон, дочери Эдварда Кинга-Тенисоан из Килронан Касла в графстве Роскоммон и в 1883 году, получив королевское разрешение, взял двойную фамилию «Кинг-Тенисон». Его преемником стал его второй сын, Генри Кинг-Тенисон, 9-й граф Кингстон (1874—1946), который участвовал во Второй англо-бурской войне и в Первой мировой войне, а также заседал в Палате лордов Великобритании в качестве одного из избранных ирландских пэров-представителей.
По состоянию на 2024 год, обладателем титула является его потомок, Роберт Чарльз Генри Кинг, 12-й граф Кингстон (род. 1969), который сменил своего отца в 2002 году.

## Другие известные члены рода
- Достопочтенный сэр Генри Кинг (1776—1839), четвертый сын 2-го графа Кингстона, британский политик и военный
- Достопочтенный Джеймс Уильям Кинг (1772—1848), младший сын 2-го графа Кингстона, контр-адмирал королевского флота
- Джордж Кинг (1812—1868), сын преподобного Ричарда Фицджеральда Кинга (1779—1856), младшего сына 2-го графа Кингстона, генерал-майор британской армии
- Достопочтенный Лоренс Харманн Кинг-Харман (1816—1875), младший сын 1-го виконта Лортона
- Эдвард Роберт Кинг-Харман[англ.] (1838—1888), британский политик и депутат, лорд-лейтенант графства Роскоммон[англ.] (1878—1888), сын предыдущего
- Сэр Чарльз Энтони Кинг-Харман (1851—1939), верховный комиссар Кипра[англ.] (1904—1911), брат предыдущего.

## Резиденция
Фамильной резиденцией графов Кингстон является Замок Митчелстаун в Митчелстауне в графстве Корк. Семья также владела Замком Килронан на севере графства Роскоммон. В настоящее время Килронан — роскошный отель, расположенный вблизи посёлка Баллифарнан в графстве Роскоммон.

## Баронеты Кинг из Аббатства Бойл (1682)
- 1682—1707: Сэр Роберт Кинг, 1-й баронет (умер 1 марта 1707), сын сэра Роберта Кинга (ум. 1657);
- 1707—1720: Сэр Джон Кинг, 2-й баронет (умер 19 марта 1720), старший сын предыдущего;
- 1720—1740: Сэр Генри Кинг, 3-й баронет (ок. 1681 — 1 января 1740), второй сын 1-го баронета;
- 1740—1755: Сэр Роберт Кинг, 4-й баронет (18 февраля 1724 — 22 мая 1755), старший сын сэра Генри Кинга, 3-го баронета, барон Кингсборо с 1748 года.

## Бароны Кингсборо (1748)
- 1748—1755: Роберт Кинг, 1-й барон Кингсборо (18 февраля 1724 — 22 мая 1755), старший сын сэра Генри Кинга, 3-го баронета, барон Кингсборо с 1748 года.

## Баронеты Кинг из Аббатства Бойл (1682)
- 1755—1797: Сэр Эдвард Кинг, 5-й баронет (29 марта 1726 — 8 ноября 1797), сын сэра Генри Кинга, 3-го баронета, граф Кингстон с 1768 года.

## Графы Кингстон (1768)
- 1768—1797: Эдвард Кинг, 1-й граф Кингстон (29 марта 1726 — 8 ноября 1797), сын сэра Генри Кинга, 3-го баронета;
- 1797—1799: Роберт Кинг, 2-й граф Кингстон (1754 — 17 апреля 1799), сын предыдущего;
- 1799—1839: Джордж Кинг, 3-й граф Кингстон (28 апреля 1771 — 18 октября 1839), старший сын предыдущего;
  - Эдвард Кинг, виконт Кингсборо (16 ноября 1795 — 27 февраля 1837), старший сын предыдущего от второго брака;
- 1839—1867: Роберт Генри Кинг, 4-й граф Кингстон (4 октября 1796 — 21 января 1867), второй сын 3-го графа Кингстона от второго брака;
- 1867—1869: Джеймс Кинг, 5-й граф Кингстон (8 апреля 1800 — 8 сентября 1869), младший сын 3-го графа Кингстона от второго брака;
- 1869—1869: Роберт Кинг, 6-й граф Кингстон (17 июля 1804 — 16 октября 1869), старший сын генерала Роберта Эдварда Кинга, 1-го виконта Лортона (1773—1854) и внук 2-го графа Кингстона;
- 1869—1871: Роберт Эдвард Кинг, 7-й граф Кингстон (18 октября 1831 — 21 июня 1871), старший сын предыдущего;
- 1871—1896: Генри Эрнест Ньюкомен Кинг-Тенисон, 8-й граф Кингстон (31 июля 1848 — 13 января 1896), младший сын 6-го графа Кингстона;
  - 1896—1873: Эдвард Кинг, виконт Кингсборо (9 июня 1873 — 21 июня 1873), старший сын предыдущего;
- 1873—1946: Генри Эдвин Кинг-Тенисон, 9-й граф Кингстон (19 сентября 1874 — 11 января 1946), второй сын 8-го графа Кингстона;
- 1946—1948: Роберт Генри Этельберт Кинг-Тенисон, 10-й граф Кингстон (27 ноября 1897 — 17 июля 1948), единственный сын предыдущего;
- 1948—2002: Барклай Роберт Эдвин Кинг-Тенисон, 11-й граф Кингстон (23 сентября 1943 — 19 марта 2002), единственный сын предыдущего;
- 2002 — настоящее время: Роберт Чарльз Генри Кинг-Тенисон, 12-й граф Кингстон (род. 20 марта 1969), единственный сын предыдущего;
  - Наследник: Чарльз Эйвери, Эдвард Кинг-Тенисон, виконт Кингсборо (род. 18 ноября 2000), сын предыдущего.